# Crimes of the Heart
Crimes of the Heart (en català: Crims del cor) és una obra de teatre de dos actes de l'autora estatunidenca Beth Henley, escrita el 1978, estrenada en alguns teatres regionals i estrenada oficialment el 1980. El 1981 va guanyar el New York Drama Critics' Circle Award i el Pulitzer a la dramatúrgia; i el 1982 el Theatre World Award a Lizbeth MacKay i Peter MacNicol. Henley va adaptar també l'obra per la pel·lícula homònima dirigida per Bruce Beresford el 1986.
L'argument de l'obra és la història de tres germanes (Babe, Lenny i Meg) que es retroben a casa d'una d'elles (Lenny) després de molts anys: cadascuna té penes i alegries per explicar, i es retroben més unides que mai.

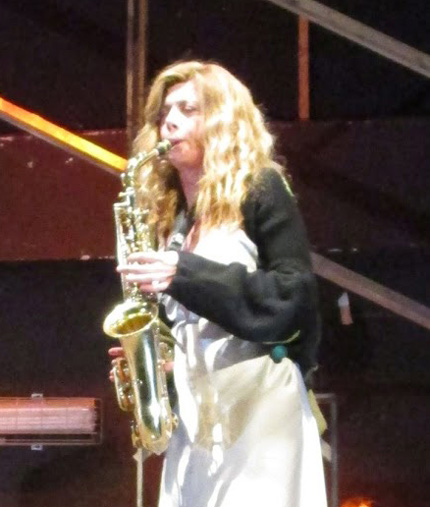
Benedicta Boccoli (Babe) e su saxofón; Crimini del Cuore, durant la representació de Crimes of the Heart al Teatro San Babylas de Milà, l'1 de maig de 2015.

## Personatges
- Babe, Lenny i Meg, germanes
- Barnette Lloyd, cosina de les germanes
- Doc Porter, exenamorat de la Meg
- Chick Boyle, advocat defensor de la Babe